# Danse Macabre (Sachbuch)

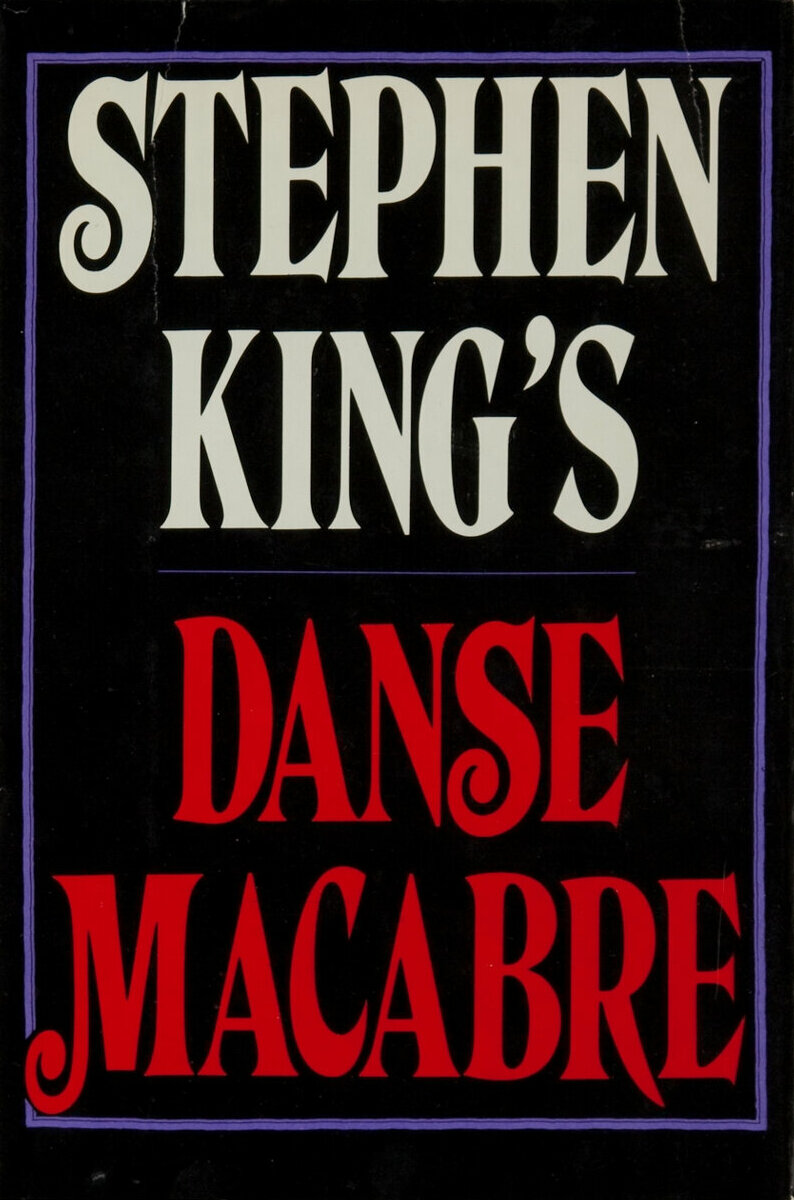
Buchcover der Erstausgabe 1981

Danse Macabre – Die Welt des Horrors ist ein Sachbuch des Schriftstellers Stephen King, das in zehn Kapiteln die Entwicklung des Horrorgenres in Büchern, Filmen und Comics zwischen 1950 und 1980 behandelt.

## Hintergrund und Veröffentlichung
Das Buch entstand nach eigener Aussage von Stephen King nach einem Anruf im November 1978 von seinem ehemaligen Lektor Bill Thompson, der von 1974 bis 1978 Kings bei Doubleday veröffentlichten Bücher Carrie, Brennen muss Salem, Shining, Nachtschicht und The Stand – Das letzte Gefecht lektoriert hatte. Thompson schlug King vor, ein Sachbuch über „das ganze Horror-Phänomen“ aus seiner Sicht zu schreiben. King arbeitete zu dieser Zeit an seinem Roman Feuerkind und gab Kurse über kreatives Schreiben und Literatur an der University of Maine. Trotz Bedenken griff er die Idee auf und begann, für eine Darstellung der Geschichte des Horrors vor allem der Jahre zwischen 1950 und 1980 zu recherchieren und schließlich das Buch zu schreiben.
Das Buch erschien erstmals 1981 im New Yorker Verlag Everest House. Die deutsche Erstausgabe kam erst 1988 im Heyne Verlag heraus, die Übersetzung stammt jeweils von Joachim Körber. Der Ullstein Verlag publizierte das Werk 2001 erneut.
Im Jahr 2010 erschien eine englische Neuausgabe von Danse Macabre. Sie enthält ein neues Vorwort, den Essay What’s Scary, in dem King auf die wichtigsten Horrorfilme seit 1980 eingeht. Der übrige Text blieb unverändert und behandelt weiterhin nur die Jahre 1950 bis 1980. Auf Deutsch erschien diese Ausgabe 2011 im Heyne Verlag, das neue Vorwort wurde von Corinna Wieja übersetzt. Der Anhang des Buchs besteht aus zwei Listen mit jeweils 100 Horrorfilmen und -romanen aus dem behandelten Zeitraum, die der Autor empfiehlt.

## Inhalt
Die zentrale These des Buchs formuliert King in dem 2010 hinzugefügten Vorwort folgendermaßen: „Eine gute Horrorgeschichte funktioniert auf symbolischer Ebene und greift auf fiktionale (und gelegentlich übernatürliche) Ereignisse zurück, um uns beim Verstehen unserer eigenen tiefen echten Ängste zu helfen.“
Der Titel Danse Macabre ist die im Englischen und Französischen gebräuchliche Bezeichnung für das mittelalterliche Genre der Totentanz-Malerei.

## Auszeichnungen
Stephen King wurde für das Buch 1982 jeweils in der Kategorie Best Non Fiction mit dem Hugo Gernsback Award und dem Locus Award ausgezeichnet.

## Deutsche Ausgaben
- Stephen King, Danse Macabre – Die Welt des Horrors., Wilhelm Heyne Verlag, München 1988
- Stephen King, Danse Macabre – Die Welt des Horrors., Ullstein, München 2001, ISBN 3-548-36259-1
- Stephen King: Danse Macabre – Die Welt des Horrors. Wilhelm Heyne Verlag, München 2010, ISBN 978-3-453-43573-5.